# Liste der Monuments historiques in Quetigny
Die Liste der Monuments historiques in Quetigny führt die Monuments historiques in der französischen Gemeinde Quetigny auf.

## Liste der Objekte
| Bezeichnung                              | Beschreibung                                                              | Standort                       | Kennzeichnung | Schutzstatus | Datum | Bild |
| ---------------------------------------- | ------------------------------------------------------------------------- | ------------------------------ | ------------- | ------------ | ----- | ---- |
| Gemälde Abendmahl                        | Ölfarbe auf Holz, 17. Jahrhundert; 2019 oder 2020 gestohlen               | in der Kirche St-Martin (Lage) | PM21001832    | Classé       | 1966  |      |
| Relief Mariä Heimsuchung                 | Holz, 18. Jahrhundert                                                     | in der Kirche St-Martin (Lage) | PM21001834    | Classé       | 1976  |      |
| Vertäfelung der Pilaster                 | Holz, 18. Jahrhundert                                                     | in der Kirche St-Martin (Lage) | PM21001831    | Classé       | 1914  |      |
| Chorgestühl                              | Holz, Ende des 17. Jahrhunderts                                           | in der Kirche St-Martin (Lage) | PM21004274    | Inscrit      | 1997  |      |
| Zelebrantenstuhl                         | Holz, Ende des 17. Jahrhunderts                                           | in der Kirche St-Martin (Lage) | PM21004275    | Inscrit      | 1997  |      |
| Gemälde Madonna mit Kind und einem Mönch | Ölfarbe auf Leinwand, 18. Jahrhundert; nach Michel Corneille dem Jüngeren | in der Kirche St-Martin (Lage) | PM21001833    | Classé       | 1966  |      |
| Kruzifix                                 | Holz, 18. Jahrhundert                                                     | in der Kirche St-Martin (Lage) | PM21004273    | Inscrit      | 1997  |      |